# Izquierda Democrática (Venezuela)
Izquierda Democrática (IzD) fue una agrupación política venezolana de centroizquierda fundada el 1 de febrero de 1999 después  de una escisión del Movimiento al Socialismo (MAS). Desaparece en 2007 tras fusionarse en el partido Un Nuevo Tiempo.

## Historia
Su origen se remonta a inicios de 1999 cuando el MAS decide apoyar a la alianza electoral que buscaba la reelección en la presidencia de la República de Hugo Chávez para las elecciones generales de 2000, después de la proclamación de una nueva constitución. El sector del MAS descontento con el apoyo a Chávez fue liderado por Luis Manuel Esculpi para formar otra agrupación política, sin embargo, es a principios del año 2000 cuando el partido es legalizado. 
Apenas está formalmente constituido decide apoyar la candidatura del entonces opositor Francisco Arias Cárdenas que además contaba con el apoyo de La Causa R, el MIN y Bandera Roja, entre otros. En las elecciones presidenciales de 2000 Izquierda Democrática obtuvo 148.120 votos, lo que es igual al 2,36 %. 
Luego de dos años sin actividad electoral en Venezuela, Luis Manuel Esculpi y Francisco Arias Cárdenas deciden fundar el partido Unión al cual se suman muchos de los militantes de Izquierda Democrática. En el año 2002 intenta junto con el MAS, La Causa R, Bandera Roja, Solidaridad, Unión y grupos opositores de izquierda conformar un bloque de centro-izquierda, pero este proyecto fracasa y no logra concretarse. 
En las elecciones de gobernadores y alcalde de diciembre de 2004 Unión apoya a candidatos a diferentes de cargo en todo el país a opositores al Gobierno de Chávez. Luego de dichos comicios Luis Manuel Esculpi regresa a Izquierda Democrática y se fractura el partido Unión del cual rompen todo nexo a finales de 2005. A mediados de 2006 deciden apoyar la candidatura de Manuel Rosales a la presidencia de la república. En las elecciones del 3 de diciembre del 2006 obtienen apenas 16.293 votos. A partir del 20 de enero de 2007 y tras una amplia consulta en dicha organización que abarcó a los dirigentes, activistas y amigos de todo el país, con un amplio consenso la Dirección Nacional de Izquierda Democrática tomó la decisión de incorporarse al partido Un Nuevo Tiempo del propio Manuel Rosales.